# 파비안 프라이
파비안 프라이(Fabian Frei, 1989년 1월 8일, 프라우엔펠트 ~)는 스위스의 축구 선수로, 현재 스위스 슈퍼리그의 FC 바젤에서 활약하고 있다. 2011년 6월까지, 그는 스위스 U-21 국가대표팀의 일원이었다. 그는 2011년 10월 7일, 스위스 성인 국가대표팀 데뷔전을 가졌다. 그는 2012년 하계 올림픽을 앞두고 스위스 올림픽 대표팀에 발탁되었다.

## 축구 경력

### 클럽 경력
프라이는 프라우엔펠트와 빈터투어의 유소년팀에서 축구를 시작하였고, 이후에 그는 바젤의 유소년팀을 거쳤다. 바젤에서, 그는 U-16 리그와 U-18 리그 우승을 경험하였다. 2006-07 시즌에, 프라이는 U-21팀 일원으로 활약하였고, 그는 우수한 활약을 펼친 후, 프로 계약을 체결하였다. 그는 U-21팀의 최고 미드필더임에 따라, 그는 2007-08 시즌을 앞두고 1군에 차출되었다.
2007년 7월 22일, 프라이는 홈에서 1-0으로 이긴 취리히전에서 1군 데뷔를 하였다. 그는 바젤이 2007-08 시즌에 리그와 컵 더블을 달성하는데 중요한 역할을 하였다. 2008년 12월 4일, 그는 3-1로 이긴 아라우와의 장크트 야콥 파크 홈경기에서 팀의 첫 골을 득점하였다. 프라이는 2007년 8월 16일 목요일에 열린 마터스부르크와의 경기에서 UEFA 유로파리그 첫 경기를 소화하였다. 그는 2008년 11월 26일, 0-5로 패한 샤흐타르 도네츠크와의 경기에서 UEFA 챔피언스리그 신고식을 치르었다.
2009년 7월, 바젤이 스위스 슈퍼리그 2009-10을 스쿼드 보강을 함에 따라, 토르스텐 핑크 바젤 신임 감독은 파비안 프라이를 장크트갈렌으로 임대를 보냈다. 장크트갈렌에서의 2년 임대 기간동안, 그는 64경기에 출전하였고, 여기에서 13골을 득점하였다.
스위스 슈퍼리그 2011-12를 앞두고, 그는 스위스 리그 챔피언인 바젤로 복귀하였고, 그는 즉시 선발 라인업에 포함되었다. 2011년 9월 14일, 2-1로 이긴 오첼룰 갈라치와의 C조 홈 경기에서 그는 챔피언스리그 첫 득점을 성공시켰고, 이어지는 9월 27일에는 맨체스터 유나이티드와의 올드 트래퍼드 원정 경기에서도 득점하며 3-3 무승부에 일조하였으며, 11월 22일, 부쿠레슈티의 아레나 나치오날러에서 열린 오첼룰 갈라치 원정 경기에서도 골을 넣으며 3-2로 이겼다. 2011-12 시즌 끝에, 프라이는 바젤에서 리그와 스위스컵 더블을 달성하였다.
스위스 슈퍼리그 2012-13 시즌 끝에, 프라이는 리그를 우승하였고, 스위스컵에서는 준우승을 차지하였다. UEFA 유로파리그 2012-13에서, 바젤은 준결승전까지 진출하여 UEFA 챔피언스리그 우승팀 첼시를 상대하였으나, 두 경기에서 모두 지며, 합계 2-5로 탈락하였다.

### 국가대표팀 경력
프라이는 스위스의 다양한 연령대의 국가대표팀을 거쳤다. 그는 2004년 10월 12일, 3-1로 이긴 벨기에 U-16 국가대표팀과의 경기에서 스위스 U-16 국가대표팀으로 처음 출전하였다. 스위스 U-17 국가대표팀 일원으로는 14경기에 출전하여 10골을 득점하였다.
2008년과 2011년 사이, 파비안 프라이는 스위스 U-21 국가대표팀으로 18경기에 활약하였다. 그의 U-21 국가대표팀 첫 경기는 2008년 11월 19일, 그리그 U-21 국가대표팀과의 경기로, 1-1로 비겼다. 그의 마지막 출전 경기는 2011년 6월 25일, 2011년 UEFA U-21 축구 선수권 대회 결승전이었다.
이후, 그는 오트마어 히츠펠트 감독의 부름을 받아 스위스 성인 국가대표팀에 차출되었다. 프라이는 2011년 10월 7일, 리버티 스타디움에서 열린 웨일스와의 UEFA 유로 2012 예선전에서 처음 출전하였다.
프라이는 2012년 하계 올림픽의 남자 축구 토너먼트에서 스위스 U-23 국가대표팀에 차출되었다. 그는 팀이 참가한 3경기에서 모두 90분 풀타임을 소화하였으나, 팀은 조 최하위의 성적을 거두며 탈락하였다.

## 수상

### 클럽
바젤
- 스위스 U-16 리그 우승
- 스위스 U-18 리그 우승: 2005–06[13]
- U-19/U-18 스위스컵: 2005–06[13]
- 스위스 슈퍼리그: 2007–08, 2011–12, 2012–13, 2013–14
- 스위스컵: 2007-08, 2011–12
- 우어렌컵: 2008, 2011, 2013

### 국가대표팀
- UEFA U-21 유럽 축구 선수권 대회 준우승: 2011

바젤
- 올해의 골 2008–09: 2008년 12월 5일 아라우전